# Иванов, Иван Захарович
Иван Захарович Иванов (5 апреля 1927, д. Большой Арташ, Мамадышский район, Татарская АССР, РСФСР — 9 октября 2011, Казань, Российская Федерация) — советский организатор лесопромышленного производства, директор Камского леспромхоза Министерства лесного хозяйства Татарской АССР (1966—1992), Герой Социалистического Труда.

## Биография
Родился в семье татар-кряшен.
Трудовую деятельность начал в 1943 году статистом, затем бухгалтером Шеморбашского лесопункта Камского леспромхоза. С ноября 1944 года по март 1949 служил в Красной армии, участвовал в советско-японской войне, за что был награждён медалью «За победу над Японией».
В 1949—1966 годах работал в Камском леспромхозе, прошёл трудовой путь от счетовода до главного инженера.
В 1966—1992 годах — директор Камского леспромхоза министерства лесного хозяйства Татарской АССР. Создал из убыточного производства устойчивое рентабельное предприятие, которое стало самым передовым в системе лесного хозяйства Татарской АССР.
Без отрыва от производства окончил Московский лесотехнический техникум, затем — Марийский лесотехнический институт. Кроме производственной, занимался общественной деятельностью — избирался депутатом Мамадышского районного совета народных депутатов.

## Награды и звания
- Герой Социалистического Труда
- Орден Ленина
- Орден Отечественной войны 2-й степени
- Орден «Знак Почёта»
- Заслуженный работник лесной промышленности РСФСР
- Медали